# 门当乡
门当乡（藏語：མན་ཐང་རགས་རྩེག་），是中华人民共和国西藏自治区那曲市班戈县下辖的一个乡镇级行政单位。

## 行政区划
门当乡下辖以下地区：
加隆村、俄如松多村、热孜村、那拉姆村、桑姆村、嘎穷村、俄桑扎那村、古嘎村、果村、宗隆村和知荣村。